# Её правда
«Её правда» или «Она сказала» (англ. She Said) — американский художественный фильм 2022 года режиссёра Марии Шрадер, основанный на одноимённой книге Меган Туи и Джоди Кантор. Рассказывает о сексуальном скандале, связанном с продюсером Харви Вайнштейном. Главные роли в фильме сыграли Кэри Маллиган и Зои Казан. Картина получила высокие оценки критиков, ряд наград и номинаций.

## Сюжет
Центральные персонажи фильма — две журналистки, Меган Туи и Джоди Кантор, которые убеждают жертв сексуальных домогательств со стороны Харви Вайнштейна предать случившееся огласке. Героини сталкиваются с многочисленными трудностями, но в итоге им удаётся собрать надёжные данные и опубликовать статью. После этого 82 женщины выступают с обвинениями против Вайнштейна.

## В ролях
- Кэри Маллиган — Меган Туи
- Зои Казан — Джоди Кантор
- Патриша Кларксон — Ребекка Корбетт
- Эшли Джадд — в роли самой себя
- Дженнифер Эль — Лора Мэдден
- Саманта Мортон — Зельда Перкинс
- Зак Гренье — Ирвин Райтер
- Питер Фридман — Лэнни Дэвис
- Том Пелфри — Джим Ратмен
- Андре Брауэр — Дин Бэкей
- Шон Каллен — Лэнс Мэйеров
- Гвинет Пэлтроу — в роли самой себя

## Создание и оценки
5 октября 2017 года две журналистки, Меган Туи и Джоди Кантор, опубликовали в The New York Times]] статью, в которой обвинили известного голливудского продюсера Харви Вайнштейна в сексуальных домогательствах к актрисам и сотрудницам киностудий на протяжении 30 лет. Эта статья стала катализатором для движения «Ме Тоо», в результате Вайнштейн был приговорён к 23 годам тюрьмы. В 2019 году Туи и Кантор опубликовали книгу «её правда», в которой рассказали о своём расследовании. Права на экранизацию ещё до выхода книги в свет купили компании Annapurna Pictures и Plan B Entertainment. В 2021 году Universal Pictures объявила о начале работы над фильмом, главные роли в котором получили Кэри Маллиган и Зои Казан.
Режиссёром проекта стала Мария Шрадер, продюсерами — Брэд Питт, Деде Гарднер и Джереми Клейнер. Съёмки проходили в Нью-Йорке летом 2021 года. Премьера состоялась 13 октября 2022 года на Нью-Йоркском кинофестивале, на следующий день фильм показали на кинофестивале в Лондоне. 18 ноября картина вышла в американский прокат. На старте она заняла всего лишь шестое место по сборам, что ощущалось как явная неудача. Критики называли причиной тому эмоциональное истощение зрителей, отсутствие массового интереса к журналистике и внутриголливудским проблемам, конкуренцию со стороны фильмов «Чёрная пантера: Ваканда навсегда» и «Меню».
Критики встретили фильм доброжелательно. На сайте-агрегаторе отзывов Rotten Tomatoes он получил рейтинг 88 % при средней оценке 7,6 из 10. В рецензиях писали о том, что «Её правда» стала «свидетельством силы журналистики и мужества женщин», рискнувших всем, чтобы обвинить насильника, авторов картины хвалили за чуткость к жертвам насилия, за то, что сексуальные преступления не превращаются в зрелище. Высоких оценок удостоилась игра Маллиган и Казан, ряда других актрис. Некоторые рецензенты отмечали, что «Её правда» впервые сделала центральными персонажами истории о журналистском расследовании двух женщин (раньше это были исключительно мужчины).
Звучали и более критические отзывы — в частности, о том, что сюжет фильма основан на общеизвестных вещах, и поэтому повествование не удалось сделать достаточно напряжённым.
«Её правда» была номинирована на премию Британской Академии в области кино (в двух категориях), на премии «Выбор критиков» и «Золотой глобус», она получила ряд других наград и номинаций.